# Saint-Philbert-sur-Risle
Saint-Philbert-sur-Risle is een gemeente in het Franse departement Eure (regio Normandië) en telt 796 inwoners (1999). De plaats maakt deel uit van het arrondissement Bernay.

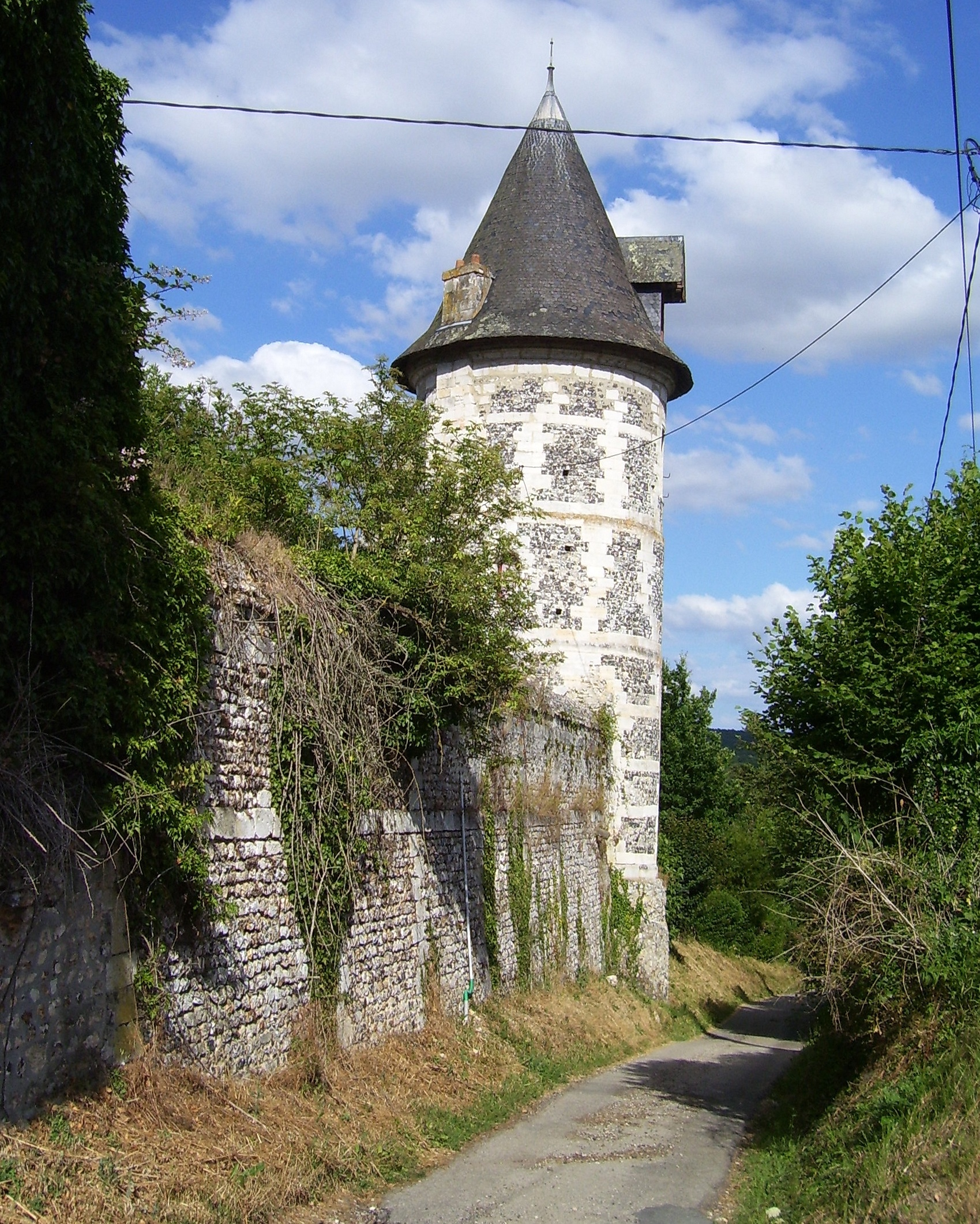
Kasteeltoren van Fort de la Baronnie
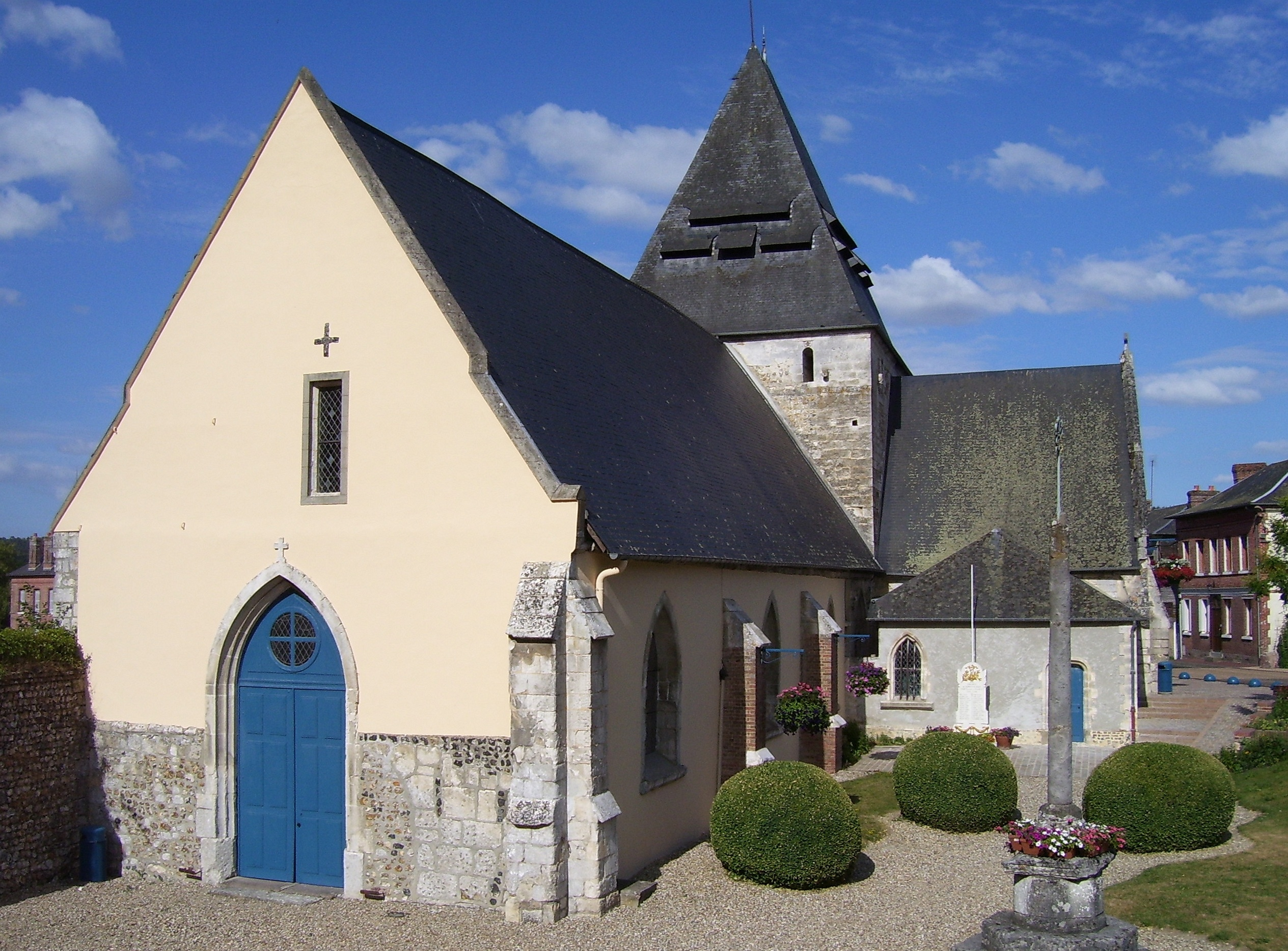
Kerk van Saint-Ouen in Saint-Philbert-sur-Risle
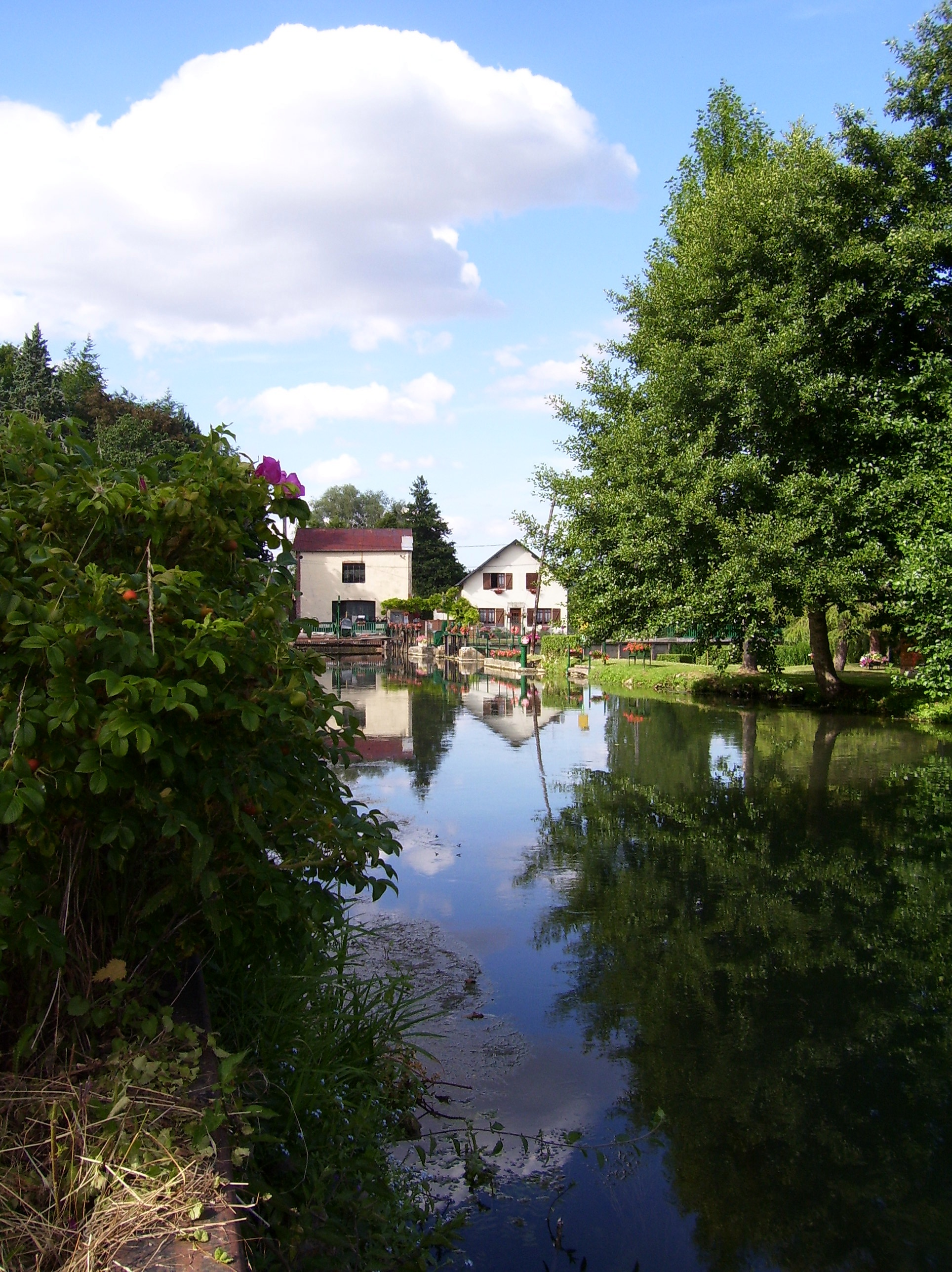
De Risle bij Saint-Philbert-sur-Risle
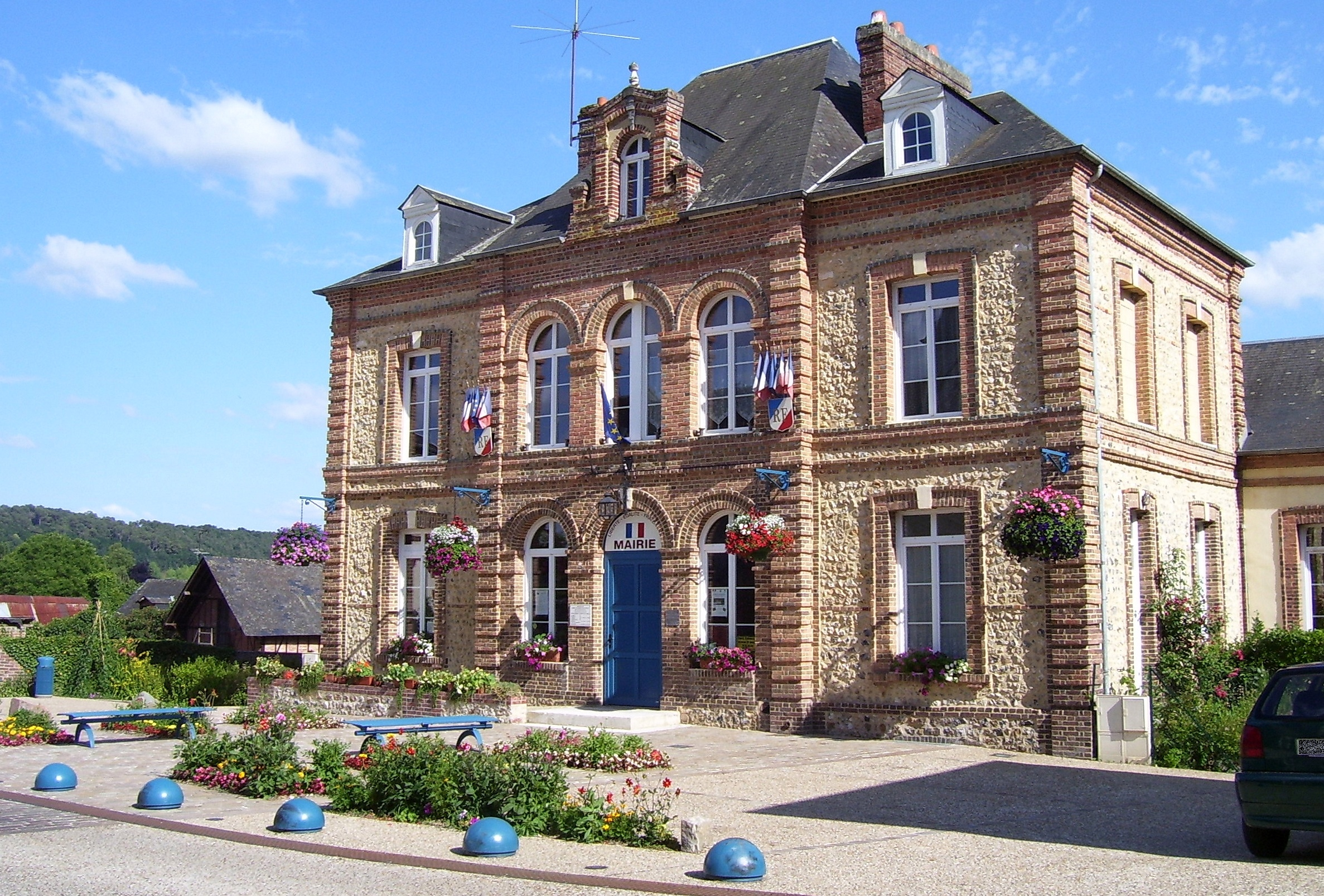
Gemeentehuis
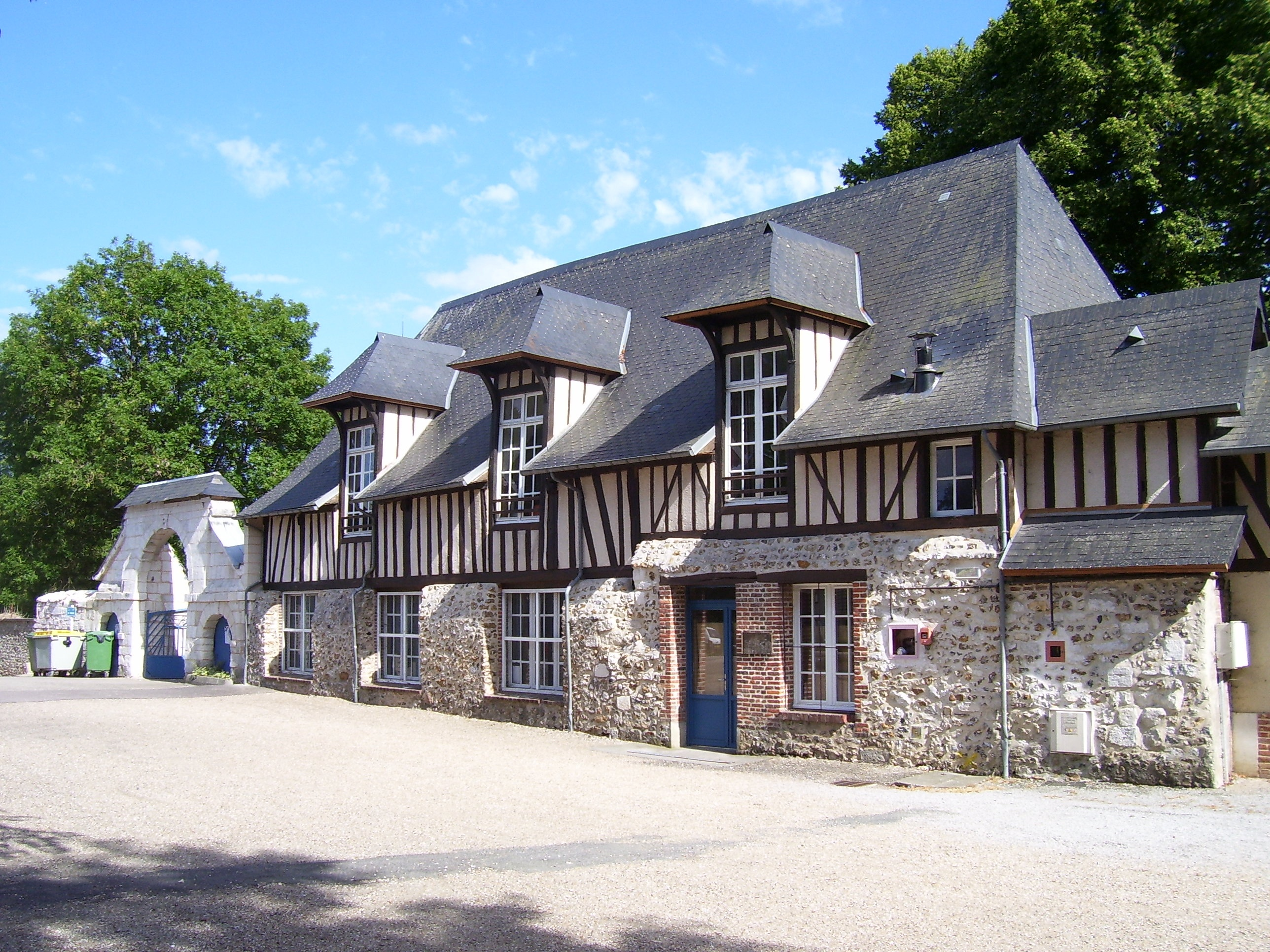
Priorij

## Geografie
De oppervlakte van Saint-Philbert-sur-Risle bedraagt 13,3 km², de bevolkingsdichtheid is 59,8 inwoners per km².
De onderstaande kaart toont de ligging van Saint-Philbert-sur-Risle met de belangrijkste infrastructuur en aangrenzende gemeenten.

## Demografie
Onderstaande figuur toont het verloop van het inwonertal (bron: INSEE-tellingen).